# Смъртта на Юлий Цезар
„Смъртта на Юлий Цезар“ (на италиански: Morte di Giulio Cesare) е картина на италианския художник Винченцо Камучини от 1806 г. Картината (707 х 400 см.) е изложена в Зала 56 на Национален музей „Каподимонте“ в Неапол. Използваната техника е маслени бои върху платно.

## История
Картината, поръчана през 1793 г. от лорд Бристол, е завършена от Винченцо Камучини около 1806 г. Междувременно поръчителят умира през 1804 г. и поради това след няколко неуспешни преговори с неговите наследници художникът продава произведението през 1807 г. на Жоашен Мюра, който почти по това време се възкачва на трона на Неапол. С възстановяването и връщането на монархията на Фердинанд I Бурбон през 1815 г. платното е закупено от монарха и е преместено в Кралския дворец в Неапол. През 1861 г. Неапол губи функцията на столица на Кралството на двете Сицилии, влязло в обединеното Кралство Италия. Виктор Емануил II влиза във владение на Кралския дворец в Неапол, което налага реорганизация на картинната галерия на двореца и през 1864 г. картината намира окончателната си позиция в Музей „Каподимонте“.

## Описание
За картината си римският художник се вдъхновява, четейки „Смъртта на Цезар“ от Плутарх и от едноименната трагедия на Волтер от 1733 г., представена в Рим през 1798 г. Изобразен е моментът, в който Юлий Цезар, в подножието на статуята на Аполон, опитвайки се да се защити, забелязва присъствието на осиновения си син Марк Юний Брут. Заедно с други заговорници, Брут е вдигнал предателски нож над Цезар, но няма смелост да го гледа в очите. Отдясно е групата сенатори, които, изненадани и ужасени, наблюдават убийството на Цезар.
Художникът показва голямо влияние от Жак-Луи Давид придавайки на картината театрална обстановка, заключена в илюзорно геометрично пространство, получено чрез квадратните мраморни блокове на пода. Цялата композиция е статично разчленена на прости хоризонтални и вертикални линии, геометрична схема, характерна за неокласическата живопис. Стъпалата вдясно следват хода на хоризонталната линия, докато вертикалните линии са описани от двете скулптури, разположени в нишите на стената и от голямата статуя на Аполон, който държи глобус в ръката си.
В творбата си Винченцо Камучини е ползвал особено топли цветове като червено и жълто, независимо че сенаторските тоги би следвало да са бели.